# Bildstein, Vorarlberg
Bildstein är en ort och kommun i distriktet Bregenz i förbundslandet Vorarlberg i Österrike.